# 福井県道155号八幡横越線
福井県道155号八幡横越線（ふくいけんどう155ごう はちまんよこごしせん）は福井県福井市と同県坂井市を結ぶ一般県道である。

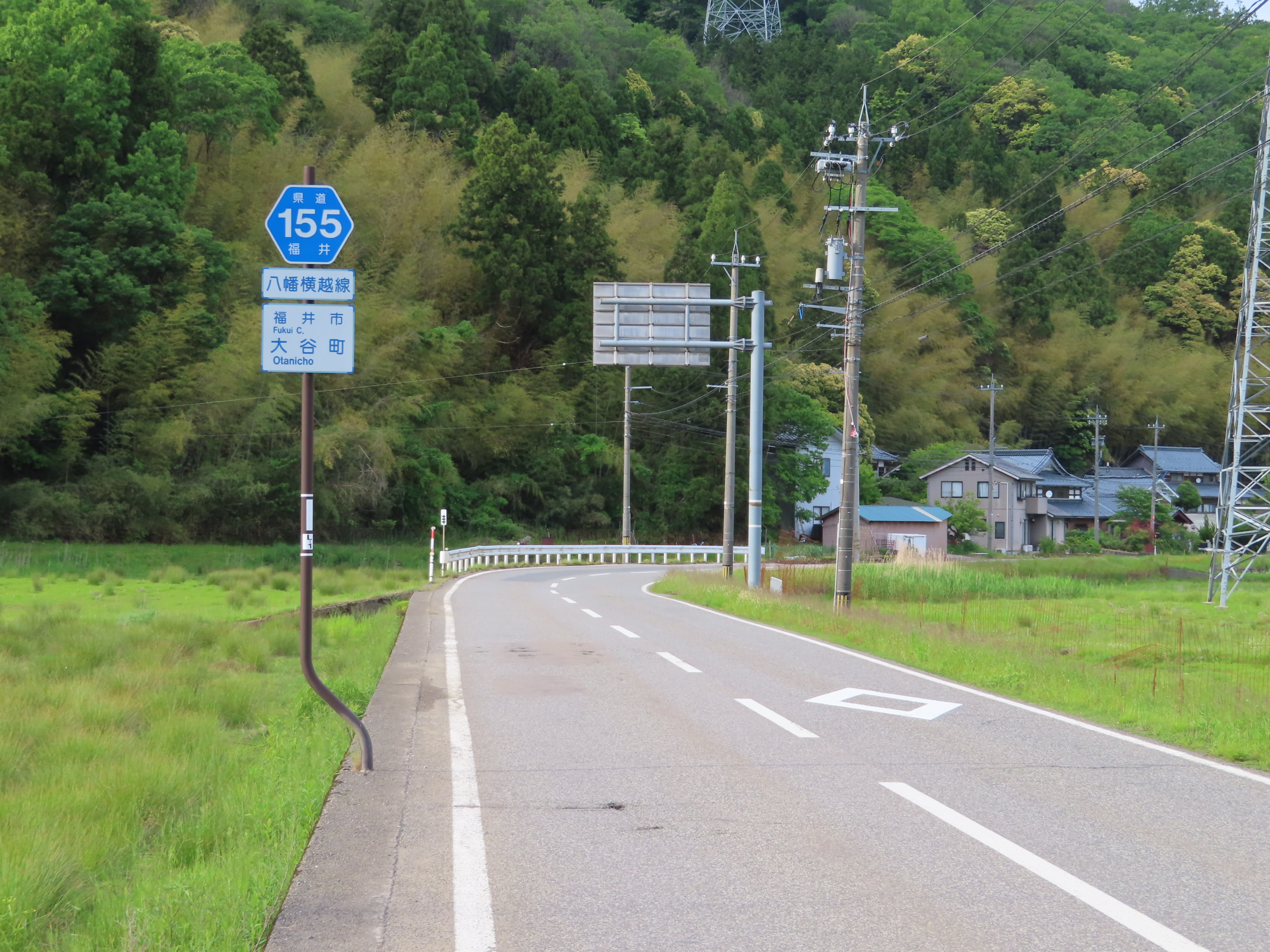
福井市大谷町（2023年5月）

## 路線概要
終点で接続する福井県道156号と合わせて福井市と坂井市旧三国町域との交通を円滑にする役割を担っている。福井県道156号が坂井市側に長く伸びているのに対し、こちらの福井県道155号は福井市側に長く延びている。福井県道3号を起点としているため嶺北西部を大きく縦断する一大路線とも言え、この沿線に住む住民にとっては非常に重要な道路となっている。

### 路線データ
- 起点：福井県福井市八幡町
- 終点：同県坂井市三国町横越

## 通過する自治体
- 福井県
  - 福井市 - 坂井市

## 道路状況
九頭竜川沿線を進む区間はセンターラインのない2車線程度の若干の狭路が続くが、それ以外の区間は片側1車線の確保された一般的な県道である。住宅街を抜けるルートを通るため、交通量が時間帯によって大きく変わり、夕方や朝方には交通量が増える。しかし裏道としての利用も多いので、常に一定量の交通量がありスムーズとはいいがたい交通状況である。

## 接続路線
- 福井県道3号福井大森河野線（福井市八幡町、起点）
- 国道416号＜現道＞（福井市浄土寺町・七瀬橋交差点）
- 国道416号＜新道（島山梨子-里別所バイパス）＞（福井市布施田町・川西橋西詰）
- 福井県道10号丸岡川西線（福井県道102号春江川西線重複）（福井市布施田町・布施田橋西詰）
- 福井県道156号佐野山岸線（坂井市三国町横越、終点）

## 沿線
- コスモス公苑